# Matteo Gritti
Matteo Gritti (Seriate, 11 giugno 1980) è un ex calciatore italiano, di ruolo portiere.

## Carriera
Dal 1998 al 2005 gioca in Italia per il Bassano, l'Atalanta, l'Oggiono, l'Alzano Virescit, l'AlbinoLeffe ed infine per il Palazzolo; mentre dal 2005 al 2011 ha giocato in Svizzera prima per il Lugano, poi per gli Young Boys, il Chiasso ed infine per il Bellinzona. Nel febbraio 2012 sigla un contratto con la formazione rumena del Petrolul Ploiești, militante in Liga I, con cui scende in campo in tre occasioni. Al termine della stagione non viene riconfermato.
A settembre 2013, dopo aver fatto la preparazione estiva con il Casazza Calcio (1ª Categoria Bergamasca) decide di condividere l'ambizioso progetto della squadra bergamasca del Villongo, ripartendo dall'Eccellenza lombarda.

## Procedimenti giudiziari
Coinvolto nel filone cremonese dello scandalo calcioscomesse con l'ordinanza di applicazione della misura di custodia cautelare emessa dal gip di Cremona il 22 maggio del 2012 per aver manipolato alcune partite del campionato svizzero assieme all'allenatore Marco Ragini e al calciatore Almir Gegić, la loro posizione di indagati è stata archiviata dal tribunale svizzero di competenza per la non sussistenza di elementi per giustificare il reato di truffa o manipolazione delle partite il 7 febbraio 2014.
Il 9 febbraio 2015 la procura di Cremona termina le indagini e formula per lui e altri indagati le accuse di associazione a delinquere e frode sportiva.